# 2202 Pele
2202 Pele eller 1972 RA är en asteroid i huvudbältet som korsar Mars omloppsbana. Den upptäcktes 7 september 1972 av den amerikanske astronomen Arnold R. Klemola vid Lick observatoriet. Den har fått sitt namn efter Pelé i Hawaiis mytologi.
Den tillhör asteroidgruppen Amor.